# La Cresse

La Cresse este o comună în departamentul Aveyron din sudul Franței. În 1 ianuarie 2022 avea o populație de 323 de locuitori.